# Grete Rosenberg
Pour les articles homonymes, voir Rosenberg.

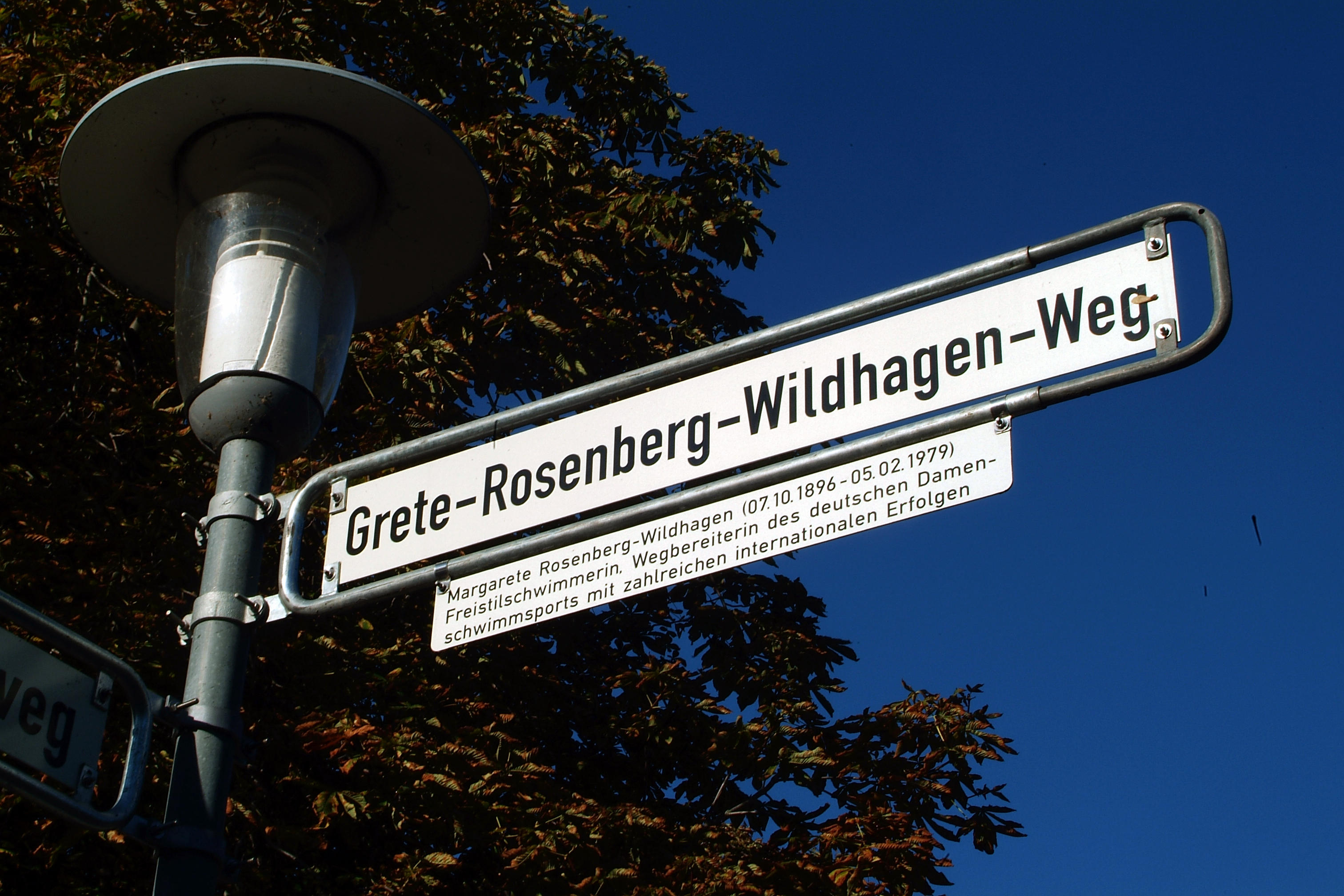

Margarete "Grete" Rosenberg, née le 7 octobre 1896 à Hanovre et morte le 5 février 1979 à Hildesheim, est une nageuse allemande.

## Carrière
Aux Jeux olympiques de 1912, Grete Rosenberg remporte la médaille d'argent du relais 4 × 100 mètres nage libre avec Louise Otto, Wally Dressel et Hermine Stindt. Elle est également quatrième de la finale du 100 mètres nage libre.
Elle est championne d'Allemagne du 100 mètres nage libre en 1913 et de 1916 à 1922.